# Constitució de la República Dominicana
La Constitució Vigent de la República Dominicana o Carta Magna va ser promulgada el 26 de gener del 2006, mitjançant la gaseta oficial no. 10561.1. Aquesta nova Constitució usa una tècnica legislativa més depurada que les seves versions anteriors. Està estructurada en 15 títols, precedits d'un preàmbul. Les seves subdivisions són els capítols, seccions fins al detall dels 277 articles i 20 disposicions. Cada article té la seva pròpia denominació o epígraf.
La República Dominicana ha tingut 39 constitucions, més que qualsevol altre país, des de la seva independència en 1844.
No obstant això, aquesta estadística és un indicador una miqueta enganyós d'estabilitat política, a causa de la pràctica dominicana de promulgar una nova constitució cada vegada que es ratifica una esmena. Encara que tècnicament diferents entre si en algunes disposicions particulars, la majoria de les constitucions noves contenien en realitat sol modificacions menors de les quals estaven en vigor anteriorment. Les àmplies innovacions constitucionals en realitat eren relativament rares.
El gran nombre de constitucions, no obstant això, reflecteix una falta bàsica de consens sobre les regles que haurien de regir la vida política nacional. La majoria dels governs dominicans es van sentir obligats a prendre possessió del seu càrrec per redactar noves constitucions que van canviar les regles per adaptar-les als seus propis desitjos. No només els successius governs solien estar molt en desacord amb les polítiques i els programes dels seus predecessors, sinó que sovint rebutjaven per complet el marc institucional en el qual operaven els seus predecessors. Constitucionalisme—lleialtat a un conjunt estable de lleis i principis rectors en lloc de la persona que els promulga—es va convertir en una qüestió d'importància primordial en la República Dominicana només després de la mort de Rafael Trujillo.
Els dominicans històricament havien acordat que el govern hauria de ser representant i vagament democràtic, que hauria d'haver-hi civils i drets polítics, separació de poders, i controls i equilibris. Més enllà d'això, no obstant això, el consens es va trencar. El país en realitat havia estat dominat alternativament al llarg de la seva història per dues tradicions constitucionals, una relativament democràtica i l'altra autoritària. Poques vegades va haver-hi intents de tancar la bretxa entre aquests oposats .

## Història de la constitució
Al juliol del 1844 el general Pedro Santana es va convertir, per força, president de la Junta Central Governativa. El dia 24 d'aquest mateix mes, la Junta va dictar un decret, molt similar a una llei electoral actual, en el qual es convoca a les Assemblees Electorals a cada poble a fi de triar els representants de l'Assemblea Constituent, als quals se'ls va atorgar el títol de diputats, que hauria de redactar la nova Constitució de la República Dominicana.
La Constitució Dominicana conté 277 Articles, l'última vegada que va ser canviada en el 13 de juny del 2016
Les principals obligacions del Congrés constituent eren de redactar el Pacte Fonamental de la República Dominicana i triar el primer Executiu, perquè iniciés la feina de casa el 20 de setembre.
Quan van ser triats els diputats constituents es va decidir, per consell del cònsol francès Eustache Juchereau de Saint-Denys, per a la ciutat de Sant Cristóbal el 21 de setembre de 1844; El consell del cònsol es va originar a fi de deixar als diputats "tota la llibertat d'opinió, d'acció i de sostreure'ls a la influència perniciosa de l'esperit de partit".
Manuel María València, diputat per Santo Domingo, va ser escollit com a president del congrés el 26 del mateix mes i els constituents van començar a sesionar després del recordat i extens discurs de Tomás Bobadilla.
Com a representant de l'organisme que dirigia les destinacions de la jove nació, tenia dos principals objectius: reconèixer i atorga a l'Assemblea les seves facultats pròpies d'un Congrés Nacional Ordinari, a causa que el discurs de Bobadilla era pràcticament un informe de les principals activitats del Poder Executiu des de la declaració d'independència; i l'altre, recordar-li als diputats quals eren les idees polítiques del moment perquè poguessin treure les seves pròpies conclusions.